# Wormhout
Wormhout (older version: Wormhoudt) là một xã thuộc tỉnh Nord trong vùng Hauts-de-France phía bắc nước Pháp. Xã này nằm ở khu vực có độ cao trung bình 19 mét trên mực nước biển.